# Hemming (drengenavn)
 For alternative betydninger, se Hemming. (Se også artikler, som begynder med Hemming)
Hemming er et drengenavn hvis etymologiske betydning er usikker. Muligvis kommer navnet fra det islandske ord hamr som betyder 'gestalt' eller 'skepnad'.

## Personer med Hemming som fornavn
- Hemming (død 812) – dansk konge 810-812.
- Hemming Skat Rørdam (1872-1925) – dansk teolog og seminarieforstander.
- Hemming Hansen (1884-1964) – dansk bokser.
- Hemming Hartmann-Petersen (1923-2004) – dansk forfatter, musiker, lærer og programsekretær.
- Hemming Moltke
- Hemming Van (født 1956) – direktør for Daloon.

## Personer med Hemming som efternavn
- Gary Hemming